# Marie de France
Marie de France var en fransk författare som levde under 1100-talet i Frankrike och skrev poesi och lai om kärlek. Hon var en av medeltidens främsta kvinnliga poeter. Det finns inga kända uppgifter om hennes liv i övrigt. En teori säger att hon var älskarinna till hertig Gottfrid V av Anjou och senare blev nunna.
Några av hennes mest kända dikter är laien De bägge älskande, om sir Lanval i Arturlegenden som blev klar år 1160 och Chevrefoil om Tristan och Isolde. En av Geoffrey Chaucers berättelser är en engelsk översättning från Marie de France. Hon skrev två fabler som hon tonsatte.